# Bandha

Modul de acțiune al bandhelor și mudrelor, menită să capteze fluidele energetice (respirație, prana, bindu, amrita) și astfel să ajute la deblocarea canalului central Sushumna.

O bandha (în sanscrită बंध) este o kriyā în Hatha yoga, fiind un fel de mudră internă descrisă ca o „blocare corporală” pentru a bloca energia vitală în corp. Bandha înseamnă literalmente legătură, cătușe sau prindere.
Maha Bandha ("marele lacăt") combină toate celelalte trei bandha, și anume:
- Mula Bandha, contracția perineului
- Uddiyana bandha, contracția abdomenului în cutia toracică
- Jalandhara Bandha, ducerea bărbiei aproape de piept

În Ashtanga Vinyasa Yoga, aceste trei Bandha sunt considerate a fi unul dintre cele trei principii cheie ale practicii yoga.

## Mula bandha
Mūla bandha este o bandha principală în yoga tradițională. Cea mai veche mențiune textuală a mūla bandha este în textul Shaiva Natha din secolul al XII-lea, Gorakṣaśataka, care îl definește ca o tehnică yoghină pentru a obține stăpânirea respirației și pentru a trezi zeița Kuṇḍalinī.

### Etimologie
Mula Bandha (sanscrită मूल बंध) provine din Mūla, adică rădăcină, bază, început, fundație, origine sau cauză.

## Uḍḍīyana bandha

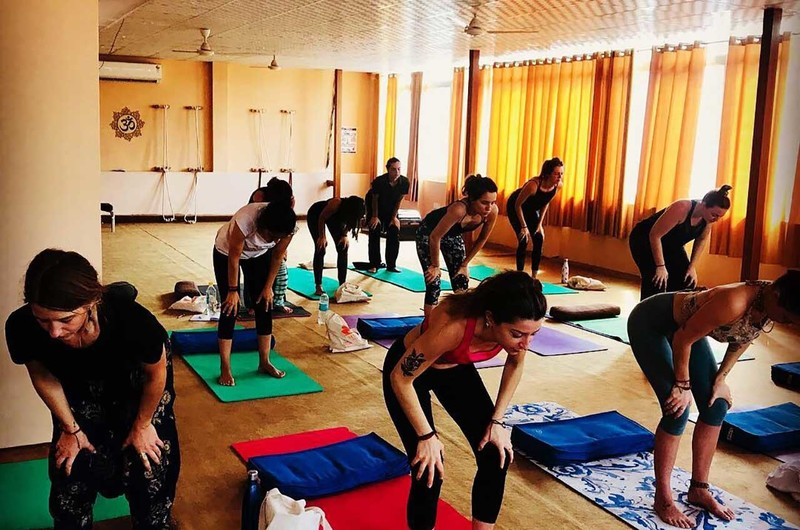
Uddiyana bandha.

Uḍḍīyana bandha (sanscrită उड्डीयन बन्ध), numită și blocare abdominală sau blocare cu ridicare în sus, este bandha abdominală descrisă și folosită în hatha yoga, în special în purificarea nauli. Constă, după ce s-a expirat tot aerul afară, în tragerea abdomenului sub cutia toracică printr-o inspirație falsă în timp ce se ține respirația și apoi eliberarea abdomenului după o pauză. Procesul se repetă de multe ori înainte de a lăsa aerul să intre în plămâni, reluând respirația normală.